# Drei gegen Sacramento
Drei gegen Sacramento (Originaltitel: Gringo) ist „einer der ersten Italowestern, mit denen die italienische Filmindustrie seit 1963 erfolgreich auf die wirtschaftliche Krise des Kinos reagierte“. Unter der Regie von Ricardo Blasco wurde in spanisch-italienischer Koproduktion der Amerikaner Richard Harrison für die Hauptrolle verpflichtet. Im deutschen Sprachraum wurde der Film in gekürzter Form ab dem 1. Mai 1964 gezeigt.

## Handlung
Im amerikanisch-mexikanischen Grenzstädtchen Carterville lebt eine kleine mexikanische Familie, die aus Don Diego, seinen Kindern Manuel und Lisa und dem amerikanischen Adoptivsohn Ricardo besteht, den alle „Gringo“ nennen. Eines Nachts wird die Farm der Familie überfallen, Don Diego getötet und das Gold, das er im Laufe der Jahre ansammeln konnte, gestohlen. Gringo macht sich auf, die Gangster zu suchen.
Er findet mit der Zeit heraus, dass die gesamte Gegend von einer Bande terrorisiert wird, deren Hintermänner Gringo nach und nach entlarven kann: Es handelt sich um den Sheriff, den Saloonbesitzer Steadman und den mexikanischen Pferdehändler Guardo. Steadman wird auf seiner Flucht vom Sheriff erschossen; Gringo kann mit den verbliebenen Gangstern abrechnen.

## Kritik
Ein bescheidener Western, der in den üblichen Bahnen verläuft und keinerlei Wert auf psychologische Entwicklungen seiner Figuren legt, schrieben die Segnalazioni Cinematografiche.

## Bemerkungen
Italienischer Titel ist Duello nel Texas; internationaler Gunfight at Red Sands.
Neben einem Lied, das Mikaela interpretiert, singt Dicky Jones A Gringo like Me. Auf den Soundtrack-Veröffentlichungen ist auch eine Version von Peter Tevis enthalten.
Drehorte waren Alcalá de Henares, Hoyo de Manzanares und Titulcia.